# Спадкова трансмісія
Спадкова трансмісія — перехід права на прийняття спадщини до спадкоємців особи, яка мала право на спадщину і не прийняла її у зв'язку зі смертю, протягом 6-ти місяців з дня смерті особи, яка мала право на спадщину.
Згідно зі ст. 1276 ЦК України, якщо спадкоємець за заповітом або за законом помер після відкриття спадщини і не встиг її прийняти, право на прийняття належної йому частки спадщини, крім права на прийняття обов'язкової частки у спадщині, переходить до його спадкоємців (спадкова трансмісія). 
Отже, спадкова трансмісія можлива за наявності двох умов:
1. якщо спадщину відкрито (спадкодавець помер)
2. слідом за спадкодавцем помирає спадкоємець, не встигнувши у встановлений законом строк прийняти спадщину або відмовитися від неї.

## Спадкове право регулюється Цивільним кодексом України
Спадкова трансмісія виникає у процесі прийняття спадщини, якщо спадкоємець за заповітом або за законом помер і не встиг її прийняти (ст. 1276 ЦК України).
У цьому разі здійснюється перехід права на прийняття спадщини від померлого спадкоємця до його спадкоємців.
Наприклад, після смерті спадкодавця до спадщини за законом закликалися два його сини, як спадкоємці першої черги. Старший син загинув, не встигнувши прийняти спадщину свого батька. У загиблого спадкоємця залишилися дружина та донька — онука спадкодавця. Сини спадкують по ½ після смерті батька. Один з синів померлого спадкує ½ частку майна після смерті свого батька, донька та дружина загиблого сина спадкують по половині від ½ спадкового майна, яке б успадкував загиблий, якби не помер, тобто по ¼ даного майна.
Якщо після загиблого сина спадкодавця залишиться його власне майно, то донька та дружина успадкують і це майно у рівних частках, але вже не за правилом спадкової трансмісії, а відповідно до вимог закону в порядку черговості (у першу чергу). Тобто дружина та донька загиблого успадкують і майно свого діда (свекра) - спадкодавця, і майно батька (чоловіка), але в різних пропорціях.
У випадку, якщо спадкоємець - син спадкодавця подав заяву про прийняття спадщини, в установленому законом порядку, однак внаслідок раптової смерті не встиг оформити спадщину та одержати Свідоцтво про право на спадщину, то правило спадкової трансмісії не застосовується, оскільки спадкоємець прийняв спадщину і з цього часу набув право на майно (речові права) спадкодавця.
Отже, його дружина та донька успадковують після свого чоловіка (батька) вже належне йому майно на загальних підставах спадкування, а не за правом спадкової трансмісії. У такому випадку спадкоємцям загиблого нотаріус повинен видати свідоцтво про право на спадщину за законом за спеціальною формою свідоцтва – свідоцтво про право на спадщину за законом на майно померлого спадкоємця, який прийняв спадщину, але не оформив своїх спадкових прав.
Тобто перехід права за спадковою трансмісією можливий лише у випадку смерті спадкоємця (у нашому випадку – загибелі сина) після відкриття спадщини.
У разі смерті спадкоємця до відкриття спадщини, його родичі спадкують частку за правом представлення (ст. 1266 ЦК України). У цьому випадку це була б донька спадкодавця.
Таким чином, спадкова трансмісія відрізняється рядом ознак.
За своїм складом спадкова трансмісія включає в собі такі критерії:
- 1) смерть закликаного спадкоємця після відкриття спадщини, тобто мають місце два спадкування – після спадкодавця та після спадкоємця;
- 2) неприйняття спадщини спадкоємцем у зв'язку з його смертю;
- 3) право спадкоємця на прийняття належної померлому частки спадщини – при цьому спадкувати можуть усі спадкоємці померлого, а не тільки визначена категорія;
- 4) ці правила діють як при спадкуванні за законом, так і при спадкуванні за заповітом.

Але слід зазначити, що згідно із ч. 1 ст. 1276 ЦК України, перехід права на прийняття спадщини за спадковою трансмісією не застосовуються щодо обов'язкової частки у спадщині.
Таким чином, за спадковою трансмісією перехід права на спадкування здійснюється не за правом черговості, а за правом закликання до спадщини правонаступника померлого спадкоємця. Право на прийняття спадщини у разі його виникнення (за трансмісією) реалізується на загальних підставах, із урахуванням строків, встановлених ст. 1270 ЦК України.
При визначенні частки спадщини, яка б належала померлому спадкоємцю, застосовується такий самий порядок, як при спадкуванні за правом представлення. Якщо спадкоємців за спадковою трансмісією декілька, частка померлого родича ділиться між ними порівну.
Для застосування правила спадкової трансмісії необхідно, щоб спадкоємець за заповітом або за законом помер після відкриття спадщини і не встиг її прийняти.
Відповідно до ст. 1268 Цивільного кодексу України спадкоємець, який постійно проживав разом із спадкодавцем на час відкриття спадщини, вважається таким, що прийняв спадщину, якщо протягом строку, встановленого статтею 1270 цього Кодексу (шестимісячний строк з дня смерті), він не заявив про відмову від неї.
Малолітня, неповнолітня, недієздатна особа, а також особа, цивільна дієздатність якої обмежена, вважаються такими, що прийняли спадщину, крім випадків, встановлених частинами другою - четвертою статті 1273 цього Кодексу (відмова від прийняття спадщини).
Також прийняття спадщини здійснюється шляхом подання заяви про це до державної нотаріальної контори. Згідно з ч. 1 ст. 1269 ЦК України спадкоємець, який бажає прийняти спадщину, але на час відкриття спадщини не проживав постійно із спадкодавцем, має подати до нотаріальної контори заяву про прийняття спадщини.
Тобто, якщо спадкоємець на час смерті спадкодавця проживав постійно зі спадкодавцем, то після смерті цього спадкоємця не може застосовуватись правило спадкової трансмісії.
Однак, у процесі практики застосування правил спадкової трансмісії серед фахівців виникають сумніви щодо поширення цієї норми на спадкоємців, для яких законом не вимагається подання заяви про прийняття спадщини у строки, встановлені законом.
Відтак, за змістом ст. 1276 ЦК України зазначені вище спадкоємці набувають права на спадкування за спадковою трансмісією, оскільки це право стосується спадкоємців, які не встигли прийняти спадщину, у встановлені законом строки.
А отже, спадкова трансмісія, на нашу думку, поширюється на тих спадкоємців, які на час відкриття спадщини постійно не проживали разом із спадкодавцем, і тих, хто до своєї смерті не подав заяви про прийняття спадщини.
Різне тлумачення змісту зазначеної норми щодо спадкоємців, на яких не поширюється обов'язковість подання заяви про прийняття спадщини в установлені строки, призводить до ускладнень застосування закону та нерівності права на спадкування в порядку спадкової трансмісії.
Право на спадкову частку спадкоємця, який помер після відкриття спадщини і не встиг її прийняти, входить до складу спадкового майна, яке залишилось після смерті цього спадкоємця. Але для його спадкоємців діють різні строки:
- 1) особисте майно померлого спадкоємця вони можуть прийняти протягом шести місяців після його смерті (ст. 1270 ЦК України);
- 2) частку, яку він не встиг прийняти – протягом тої частини шестимісячного строку, яка залишилась після смерті спадкодавця. Якщо ця частина строку є меншою, ніж 3 місяці, то вона продовжується до трьох місяців.

## Поняття
Трансмітент — спадкоємець, який помер.
Трансмісари — особи, які успадковують замість трансмітента.
Спадкову трансмісію не можна ототожнювати зі спадкуванням за правом представлення.